# Léonce le Théotokite
Léonce le Théotokite (en grec : Λεόντιος Θεοτοκίτης) est patriarche de Constantinople en 1189.

## Biographie
Le bref patriarcat de Léonce le Théotokite s'intercale entre la déposition de Dosithée de Jérusalem en février / mars 1189 et son rétablissement fin septembre / début octobre de la même année.